# Turn-Weltmeisterschaften 1996
Die 32. Weltmeisterschaften im Gerätturnen fanden von 15. bis 20. April 1996 in San Juan, Puerto Rico statt. Der Mehrkampf im Einzel und in der Mannschaft fanden nicht statt.

## Ergebnisse

### Männer

#### Boden
| Rang | Athlet             |
| ---- | ------------------ |
| 1.   | Wital Schtscherba  |
| 2.   | Alexei Woropajew   |
| 3.   | Hryhorij Missjutin |

#### Reck
| Rang | Athlet            |
| ---- | ----------------- |
| 1.   | Jesús Carballo    |
| 2.   | Krassimir Dunew   |
| 3.   | Wital Schtscherba |

#### Barren
| Rang | Athlet            |
| ---- | ----------------- |
| 1.   | Rustam Scharipow  |
| 2.   | Alexei Nemow      |
| 2.   | Wital Schtscherba |

#### Pauschenpferd
| Rang | Athlet       |
| ---- | ------------ |
| 1.   | Pae Gil-Su   |
| 2.   | Li Donghua   |
| 3.   | Alexei Nemow |

#### Ringe
| Rang | Athlet               |
| ---- | -------------------- |
| 1.   | Juri Chechi          |
| 2.   | Szilveszter Csollány |
| 2.   | Jordan Jowtschew     |

#### Sprung
| Rang | Athlet           |
| ---- | ---------------- |
| 1.   | Alexei Nemow     |
| 2.   | Andrea Massucchi |
| 2.   | Yeo Hong-chul    |

### Frauen

#### Balken
| Rang | Athletin            |
| ---- | ------------------- |
| 1.   | Dina Kotschetkowa   |
| 2.   | Alexandra Marinescu |
| 3.   | Dominique Dawes     |

#### Boden
| Rang | Athletin           |
| ---- | ------------------ |
| 1.   | Gina Gogean        |
| 1.   | Kui Yuanyuan       |
| 3.   | Lavinia Miloșovici |
| 3.   | Ljubow Scheremeta  |

#### Stufenbarren
| Rang | Athletin          |
| ---- | ----------------- |
| 1.   | Swetlana Chorkina |
| 1.   | Alena Piskun      |
| 3.   | Isabelle Severino |

#### Sprung
| Rang | Athletin        |
| ---- | --------------- |
| 1.   | Gina Gogean     |
| 2.   | Simona Amânar   |
| 3.   | Annia Portuondo |

## Medaillenspiegel
| Rang | Land                |   |   |   | total |
| ---- | ------------------- | - | - | - | ----- |
| 1    | Russland            | 3 | 2 | 1 | 6     |
| 2    | Rumänien            | 2 | 3 | - | 5     |
| 3    | Belarus             | 1 | 2 | 1 | 4     |
| 4    | Italien             | 1 | 1 | - | 2     |
| 5    | Ukraine             | 1 | - | 2 | 3     |
| 6    | Volksrepublik China | 1 | - | - | 2     |
| 6    | Nordkorea           | 1 | - | - | 1     |
| 6    | Spanien             | 1 | - | - | 1     |
| 9    | Bulgarien           | - | 1 | 1 | 2     |
| 10   | Ungarn              | - | 1 | - | 1     |
| 10   | Schweiz             | - | 1 | - | 1     |
| 12   | Frankreich          | - | - | 1 | 1     |
| 12   | Südkorea            | - | - | 1 | 1     |
| 12   | Vereinigte Staaten  | - | - | 1 | 1     |
| 12   | Kuba                | - | - | 1 | 1     |